# 록맨리그 2012
록맨리그 2012 (RockmanLeague(또는, RMLEAGUE) 2012)은 아프리카TV에서 캡콤엔터테인먼트에서 만든 `록맨X` 로 진행하는 인터넷방송 아마추어 게임리그이다. 이번 대회는 도원결의 록맨리그 2008(2008년), IRISTV 록맨리그 2009(2009년)에 이어서 3년 만에 3번째 대회로 개최되었다.

## 대회 개요
- 리그 컨셉 : 끝이 아닌 새로운 시작, 록맨

## 후원
2012년 당시 아프리카 록맨BJ '타다미'는 2005년때부터 활동을 하면서 그때 당시의 전성기를 누비고 있었던 록맨 시리즈를 다시 부흥시키고자라는 취지로 이번 록맨리그 후원을 밝혔다.
하지만, 대회개막하기전 `천상계 록맨리그 2012`가 아닌 `IRISTV 록맨리그 2012`로 계획이였으나, IRISTV방송국에서 대회직전 갑작스런 중계방송포기로 인해 문제가 발생되었고, 이에 대회개최직전 천상계방송국에서 중계방송스폰에 대해서 극적 합의, 결국 '천상계 록맨리그 2012'로 개최되었다.
그러나, 현재 `천상계`인터넷방송국이 해체되었고, 해당 방송국의 장이었던 `Zerosee`는 대회폐막 이후부터 개인 상업화에 의한 정황이 포착되 아프리카 유명 록맨BJ들이랑 불화설이 붉어진 상황에서
주최측에서 결국 이러한 근거들을 수용하게 되어, 후원사였었던 `천상계`라는 타이틀을 삭제되고 후원사타이틀이 없이 `록맨리그 2012` 로 최종결정을 내렸다.

## 대회방식

### 대회일정
- 조추첨식 : 2012년 11월 3일
- 8강 시드결정전 : 11월 17일 (취소됨)
- 8강 : 12월 15일 ~ 12월 23일
- 8강 와일드카드 결정전 : 12월 24일
- 4강 : 12월 29일 ~ 12월 30일
- 3,4위전 : 2013년 1월 5일
- 결승전 : 2013년 1월 6일

### 상금
- 상금 규모 : 총 30만원
- 우승 : 15만원
- 준우승 : 10만원
- 3위 : 5만원
- 4위 : 0원

### 경기 장소
아프리카TV

## 대회공식지정 시리즈

### 공식전
- 록맨X4(1997)
- 록맨X5(2000)
- 록맨X6(2001)

### 이벤트 매치
- 록맨5 (1991) (투지혁명 vs 마이스턱 '승')

## 시리즈별 경기조건
- 록맨X4(1997) : 제네럴버그금지 ,서브탱크 최대 1개허용 ,재생실에너지 2회 허용 (2개)
- 록맨X5(2000) : 블랙제로금지 ,서브탱크 최대 1개허용 ,재생실에너지 2회 허용 (4개)
- 록맨X6(2001) : '커멘더 얀마크'스테이지 무적버그금지 ,시그마무적금지 ,서브탱크 최대 1개허용 ,재생실에너지 2회 허용 (4개)

## 진출자 목록
- 참각,고니,브라이 (2012시즌 기준 3회출전)
- 김말새,노토나시기,천공의데페,병신,수탉 (2012시즌 기준 첫출전)

## 8강 조편성방식
록맨리그 2012 조 편성식은 사다리타기 무작위로 진행되었으며, 공식전에 쓰일 록맨시리즈도 당일 무작위로 진행되었다.

## 8강 ~

### 8강
|  | 8강전      | 8강전  |        |   | 준결승전 | 준결승전 |  |  | 결승전 | 결승전 |
|  |            |        |        |   |          |          |  |  |        |        |
|  |            |        |        |   |          |          |  |  |        |        |
|  |            |        |        |   |          |          |  |  |        |        |
|  | 참각       | 0      |        |   |          |          |  |  |        |        |
|  | 참각       | 0      |        |   |          |          |  |  |        |        |
|  | 김말새     | 2      |        |   |          |          |  |  |        |        |
|  | 김말새     | 2      | 김말새 | 2 |          |          |  |  |        |        |
|  |            |        | 김말새 | 2 |          |          |  |  |        |        |
|  |            | 수탉   | 0      |   |          |          |  |  |        |        |
|  | 노토나시기 | 수탉   | 0      | 2 |          |          |  |  |        |        |
|  | 노토나시기 |        |        | 2 |          |          |  |  |        |        |
|  | 브라이     | 0      |        |   |          |          |  |  |        |        |
|  | 브라이     | 0      | 김말새 | 0 |          |          |  |  |        |        |
|  |            |        | 김말새 | 0 |          |          |  |  |        |        |
|  |            | 고니   | 2      |   |          |          |  |  |        |        |
|  | 고니       | 고니   | 2      | 2 |          |          |  |  |        |        |
|  | 고니       |        |        | 2 |          |          |  |  |        |        |
|  | 수탉       | 0      |        |   |          |          |  |  |        |        |
|  | 수탉       | 0      | 고니   | 2 |          |          |  |  |        |        |
|  |            |        | 고니   | 2 |          |          |  |  |        |        |
|  |            | 거푸집 | 1      |   |          |          |  |  |        |        |
|  | 천공의데페 | 거푸집 | 1      | 0 |          |          |  |  |        |        |
|  | 천공의데페 |        |        | 0 |          |          |  |  |        |        |
|  | 병신       | 2      |        |   |          |          |  |  |        |        |
|  | 병신       | 2      |        |   |          |          |  |  |        |        |

### 8강 와일드카드 결정전
- 수탉 2  vs  브라이 1

노토나시기의 군입대로 4강A조가 공석으로 진행된 경기, 승자는 김말새와 경기
참각,천공의데페 8강 와일드카드전 포기로 2인대결로 진행됨

### 3·4위전
- 수탉 0  vs  병신 2

## 대회 결과
우승: 고니, 준우승: 김말새, 3위: 병신, 4위: 수탉 

## 선수별 대회 총전적
- 고니 : 6승1패 (승률 1위 85.7%, 다승 1위)
- 병신 : 5승2패
- 김말새 : 4승2패
- 노토나시기 : 2승 (대회이탈로 인한 승률순위 미포함)
- 수탉 : 2승 7패 (대회최다전적)
- 브라이 : 1승 4패
- 참각 : 2패
- 천공의데페 : 2패

## 특이사항
- 록맨리그 최초로 단판제에서 다전제(3전2선승제)로 변경됨.
- 이번시즌부터 게릴라 방송편성에서 정규 방송편성으로 변경됨. (한국시간기준, 매주 토,일 19시30분)
- 최초로 공식후원을 받고 진행되었던 리그.
- 12강으로 계획했으나, 대회출전자 부족으로 인해 8강으로 긴급 수정됨.
- 최초 해외 인터넷방송 동시 생중계. (니코니코동화(일본) ,LiveTube(일본))
- 노토나시기의 군입대로 인해 록맨리그 최초로 8강 와일드카드전 진행.
- 고니, 3회출전만에 정규시즌 우승.
- 참각, 충격의 8강탈락 이변. (당시 우승후보로 3회연속우승으로 예상을 했으나, 8강조기탈락으로 대중들에게 큰 충격을 안겨줌.)
- 고니, 2회연속 결승진출. (참각 2회연속 결승진출에 이어 2번째.)
- 4강 `고니 vs 병신` , 8강 와일드카드 결정전 '수탉 vs 브라이' 제외를 한 록맨리그 전경기에서 2:0 스코어 발생.
- 3회연속출전 브라이, 최초 공식전 1승 달성했지만 지난대회에 이어서 조기 탈락됨.
- 김말새, 데뷔 5년 만에 첫 번째 대회출전.
- 역대 록맨리그중 사상 최장기간으로 진행되는 록맨리그.(23일.)
- '록맨X' 저작권인 캡콤엔터테인먼트 로고 적용.
- 록맨리그 최초로 전경기 2인생중계로 방송. (캐스터:DJ Triple ,해설:규마)
- BJ 규마 ,'IRISTV 록맨리그 2009'에 이어서 대회 두 번째로 대회주최자로 활동.
- 이후, 차기시즌이 2015년 12월 '록맨리그 2015'가 계획되었으나 선수부족, 스폰서 문제,  '록맨X' 인기 하락세로 인해 리그개최가 잠정적 중단됨.